# Aristokles von Messene
Aristokles von Messene (griechisch Ἀριστοκλῆς Aristoklḗs) war ein antiker peripatetischer Philosoph. Er lebte in der frühen römischen Kaiserzeit, anscheinend im 1. Jahrhundert v. Chr., vielleicht noch im frühen 1. Jahrhundert n. Chr.

## Leben
Über das Leben des Aristokles ist nichts Näheres bekannt. Er stammte aus Messene auf Sizilien (Messana, heute Messina), nicht aus der damals weit bekannteren Stadt Messene in der Peloponnes. Einige Anzeichen sprechen dafür, dass er sich in Alexandria aufgehalten hat.
In der älteren Forschung wurde er zu Unrecht für den Lehrer des berühmten Peripatetikers Alexander von Aphrodisias gehalten. Man glaubte irrtümlich, der Philosoph Aristoteles (von Mytilene), den Alexander als seinen Lehrer erwähnt, sei in Wirklichkeit Aristokles und es handle sich bei dem Namen „Aristoteles“ um einen Schreibfehler. Diese Annahme führte zu einer Spätdatierung der Lebenszeit des Aristokles (zweite Hälfte des 2. Jahrhunderts). In der neueren Forschung (Paul Moraux, Maria Lorenza Chiesara) wird hingegen davon ausgegangen, dass er um die Jahrtausendwende lebte. Dafür sprechen sprachliche Indizien und der Umstand, dass er auf die Tätigkeit des Philosophen Ainesidemos, die in die erste Hälfte des 1. Jahrhunderts v. Chr. fällt, mit Worten Bezug nahm, die darauf deuten, dass sie damals noch nicht sehr lange zurücklag.

## Werke und Lehre
Das Hauptwerk des Aristokles war eine kritische Darstellung der Lehren aller Philosophenschulen in zehn Büchern mit dem Titel „Über die Philosophie“ (Περὶ φιλοσοφίας; Peri philosophías). Es ist verloren; erhalten geblieben sind aber acht umfangreiche Auszüge, die der Kirchenschriftsteller Eusebius von Caesarea in seiner Schrift Praeparatio evangelica (14–15) überliefert.
Asklepios von Tralleis und Johannes Philoponos geben in ihren Kommentaren zur „Einführung in die Arithmetik“ des Nikomachos von Gerasa fünf Bedeutungen des Wortes „weise“ wieder, die in der Schrift „Über die Philosophie“ dargelegt waren. Die fünf Verwendungsweisen des Wortes verknüpfte Aristokles mit einer Lehre von fünf Kulturstufen der Menschheit. Dieser Lehre zufolge wurde das Menschengeschlecht durch Naturkatastrophen (Seuchen und insbesondere große Überschwemmungen wie diejenige zur Zeit des Deukalion) weitgehend vernichtet. Die Überlebenden sahen sich wegen des Nahrungsmangels zu Erfindungen wie etwa dem Ackerbau gezwungen. Solches Ersinnen wurde damals als „Weisheit“ betrachtet. In der zweiten Entwicklungsphase ersannen sie Künste, die nicht mehr nur dem Überleben dienten, sondern auch ästhetischen Zwecken, wie die Architektur. Solche Erfindungen galten damals als Zeichen von Weisheit. In der dritten Epoche wandten sich die Menschen den politischen Angelegenheiten zu und führten Gesetze und Regeln ein, die der Organisation des Zusammenlebens in Städten dienten. Von dieser Art war die Tätigkeit der Sieben Weisen, welche die politischen Tüchtigkeiten entdeckten. Die vierte Epoche brachte den Menschen das Verständnis der Körper (Naturdinge) und der Natur, die sie herstellt; dies wurde Naturbetrachtung genannt. Diejenigen, die sich damit befassen, bezeichnet man als Weise auf dem Gebiet der Naturdinge (Naturphilosophie). Auf der fünften Kulturstufe erfolgte eine Hinwendung zu den göttlichen, überweltlichen und völlig unabänderlichen Wesenheiten; die Erkenntnis dieses Bereichs nannte man Weisheit im höchsten Sinne. In der Forschung wird die Hypothese erwogen, dass diese von Aristokles vorgetragene Geschichtsphilosophie mit ihrem Konzept eines stufenweisen Fortschritts zumindest teilweise auf eine verlorene Schrift des jungen Aristoteles zurückgeht; in Betracht gezogen werden Aristoteles’ Dialog „Über die Philosophie“ und sein „Protreptikos“. Es ist damit zu rechnen, dass Aristokles ein Schema des Aristoteles verändert und erweitert hat.
Aristokles erweist sich als getreuer Anhänger der Lehren des Aristoteles, für die er werben will. Außerdem tritt er klatschhaften Verleumdungen des Aristoteles entgegen und bemüht sich, sie als unsinnig zu erweisen. Er polemisiert gegen andere philosophische Richtungen, deren Lehren er geschickt mit den Mitteln einer aristotelischen Argumentation zu widerlegen versucht. Für Platon zeigt er allerdings großen Respekt. Wegen der Wiedergabe fremder Lehren ist sein Werk eine wertvolle philosophiegeschichtliche Quelle, insbesondere für die Pyrrhonische Skepsis, mit der er sich intensiv auseinandersetzt. Seiner Darstellung sind Informationen nicht nur über die Ansichten der frühen pyrrhonischen Skeptiker (Pyrrhon von Elis, Timon von Phleius), sondern auch über den späten Pyrrhonismus (Ainesidemos) zu verdanken. Allerdings sind seine Beschreibungen fremder Positionen mitunter durch seine polemische Einstellung oder durch mangelnde Sachkenntnis beeinträchtigt.
Er kritisiert die Lehrsätze der Skeptiker und versucht überdies zu zeigen, dass es unmöglich sei, konsequent nach ihren Prinzipien zu leben; durch den Verzicht auf Urteile und die dadurch bewirkte Aufhebung der moralischen Begriffe werde der Respekt vor dem Gesetz vernichtet und dem Verbrechen Tür und Tor geöffnet. Ein Leben nach skeptischen Grundsätzen sei naturwidrig; es sei dem Menschen unmöglich, meinungslos zu sein. Aristokles formuliert polemisch, setzt mit Vorliebe rhetorische Fragen ein und erwähnt wichtige Gegenargumente der Skeptiker nicht; unklar ist, ob er die gegnerische Position nicht genau kannte oder Gegenargumente absichtlich verschwieg. Auf deutlich höherem Niveau bewegt sich seine Auseinandersetzung mit den Ansichten der Epikureer, über die er anscheinend besser informiert war. Er wendet sich einerseits gegen den Sensualismus und Subjektivismus und andererseits auch gegen die entgegengesetzte Position, wonach ausschließlich eine nicht wahrnehmungsabhängige Vernunfterkenntnis Vertrauen verdient (Eleaten und, nach Aristokles' Verständnis, Megariker). Die Erkenntnistheorie der Kyrenaiker gibt er in polemisch verzerrter Gestalt wieder.
In der Suda, einer byzantinischen Enzyklopädie, werden neben dem Hauptwerk noch vier weitere Schriften des Aristokles genannt, die nicht erhalten geblieben sind: „Ob Homer oder Platon bedeutender ist“, „Rhetorische Techniken“, „Über Sarapis“ und eine „Ethik“.

## Ausgabe
- Maria Lorenza Chiesara: Aristocles of Messene. Testimonia and Fragments. Oxford University Press, Oxford 2001, ISBN 0-19-924154-6 (kritische Edition mit englischer Übersetzung und Kommentar)